# Стойчо Донев
Стойчо Рангелов Донев е български учен-хистолог и политик.

## Биография и дейност
Роден е на 20 януари 1938 г. в град Перущица, Пловдивско. Завършва медицина във ВМИ „И.П.Павлов“ в град Пловдив. След дипломирането си през 1962 г. е участъков педиатър в Районната болница в град Златоград. През 1964 г. постъпва като аспирант по хистохимия в Катедрата по хистология и ембриология на Висшия медицински институт в град София. През 1969 г. защитава кандидатска дисертация посветена на хипоталамическата невросекреция. От 1967 г. е редовен асистент в същата катедра. От 1987 г. е доцент в Катедрата по анатомия и хистология на Медицинска академия в София. Пенсионира се като такъв през 2003 г.
Научноизследователските му интереси са в областта на хипоталамичната невросекреция, както и на хистохимията и ултраструктурата на ендокринния панкреас. Автор е на повече от 140 научни съобщения в горните области. Публикува в престижни научни списания като Zeitchrift fur Zellforschung, Cell and Tissue Research, Arhivum Histologicum Japonicum, Compt Rendue de l’Academies Francaise, Архив гистологии и эмбриологии АН СССР и други. Резултатите от неговите изследвания са цитирани многократно редица научни статии и издания.
По-значими резултати от дългогодишната му изследователска дейност е доказване на невросекреторна функция в хипоталамуса още в края на ембрионалния период на развитие. Неговото изследвене върху Швановите обвивки на ендокринните клетки от Лангерхансовите острови в панкреаса е цитирано в престижни издания като Illustrated Encyclopedia of Human Histology на R.V.Kristic и в The Paraganglia на T. Fujita. Широко цитирани са и резултатите от съвместното изследване с учени от Българската Академия на Науките върху развитието на невротропните вируси в В-клетките на Лангерхансовите острови. С тези си изследвания той подкрепя теорията за невроендокринната природа на островните клетки на панкреаса, както и ролята на невротропните вируси в етиопатогенезта на диабета.
Съавтор е на „Атлас по цитология и хистология на човека“ (1988, 1994, 1999) и „Учебник по цитология, обща хистология и ембриология“ (1999).
Специализирал е в Института по еволюционна физиология на АН СССР. Стипендиант е на фондацията Клод Бернар в Париж (1971-1972), също и в Института по морфология на Унгарската Академия на науките, Будапеща (1981), в Медицинския Факултет на университета в гр. Нанси, Франция (2003). Гостувал е като поканен гост преподавател в Биологическия университет в град Лимож-Франция (1984 и 1985 години) и в Катедрата по хистология и ембриология на Медицинския Университет в град Бидгошч, Полша (1997, 1998 и 1999 г.).
Той е мажоритарен народен представител в Седмото велико народно събрание от Съюза на демократичните сили. Като такъв е член на Комисиите по здравеопазване и на тази по Демографските въпроси. Работи по проекта за новата демократична Конституция, която подписва на 12 юли 1991 г. Член е на българската делегация за Асамблеята на страните франкофони в гр. Аоста в Италия през 1991 г., където България бе поканена за член на Организацията.